# ブランディーヌ・ポン
ブランディーヌ・ポン（Blandine Pont 1998年11月28日- ）はフランス出身の柔道選手。階級は48kg級。

## 経歴
2015年の世界カデ48㎏級では5位だったが、団体戦で3位になった。2020年にはU23ヨーロッパ選手権で3位だった。2021年のグランプリ・ザグレブでIJFワールド柔道ツアー初優勝を飾った。2023年にはグランドスラム・パリ、グランドスラム・テルアビブ、グランドスラム・アンタルヤと3大会連続でグランドスラム大会を制覇した。2023年の世界選手権では準決勝で角田夏実、3位決定戦で古賀若菜にそれぞれ一本負けして5位だった。2024年に地元で開催されたパリオリンピックには出場できなかった。その後階級を52㎏級に上げると、2025年のグランドスラム・ドゥシャンベで3位になった。
IJF世界ランキングは4515ポイント獲得で2位(25/5/12現在)。

## 主な戦績
48㎏級での戦績
- 2014年 - ヨーロッパカデ選手権　2位
- 2015年 - ヨーロッパカデ選手権　3位
- 2015年 - 世界カデ　個人戦　5位　団体戦　3位
- 2020年 - U23ヨーロッパ選手権　3位
- 2021年 - グランプリ・ザグレブ　優勝
- 2021年 - グランドスラム・パリ　3位
- 2022年 - グランドスラム・パリ　3位
- 2022年 - グランドスラム・トビリシ　3位
- 2023年 - グランドスラム・パリ　優勝
- 2023年 - グランドスラム・テルアビブ　優勝
- 2023年 - グランドスラム・アンタルヤ　優勝
- 2023年 -　世界選手権　5位
- 2023年 - グランドスラム・アブダビ 3位
- 2023年 -　グランドスラム・東京　7位
- 2024年 -　ヨーロッパ選手権　2位

52㎏級での戦績
- 2025年 -　グランドスラム・ドゥシャンベ　3位

(出典、)